# ソユーズU2
ソユーズU2（GRAU分類 11A511U2）は、ソビエト連邦と後のロシア連邦の宇宙船打ち上げロケットである。ソユーズUの派生機種でR-7ロケットシリーズの一つである。推進剤としてシンチンを使用することにより、RP-1を使用するソユーズUよりも性能を向上させたことが特徴である。
ソユーズU2の打ち上げ能力向上により、従来のソユーズUより重い宇宙船を打ち上げたり、軽量の衛星であればより高い軌道へ打ち上げる事ができるようになった。
1996年、シンチンの使用による性能向上がその製造コストに見合わないとされ、ソユーズU2が退役した事が発表された。
最終的な打ち上げは前年に行われた。
ソユーズU2は当初ヤンターリ偵察衛星やミール宇宙ステーションへのソユーズ宇宙船やプログレス補給船の打ち上げに使用された。